# Cartoon Cartoons

Il logo della serie

Cartoon Cartoons è una serie collettiva di cartoni animati, creata da Cartoon Network e prodotta da Hanna-Barbera e/o Cartoon Network Studios.
Le serie di Cartoon Cartoons hanno iniziato le loro trasmissioni su Cartoon Network dal 28 aprile 1996 all'11 luglio 2003. In Italia la serie animata precursore What a Cartoon! è stata trasmessa su Rai 2 all'interno di Go-Cart mattina dal 18 gennaio 1999 e su Cartoon Network dal 2000. Il laboratorio di Dexter è stato trasmesso su TELE+1 all'interno di Telepiù Bambini dal 5 aprile 1997 e su Cartoon Network dal 10 ottobre 1998. Gli altri Cartoon Cartoons sono stati trasmessi su Cartoon Network sempre dal 10 ottobre 1998.

## Storia

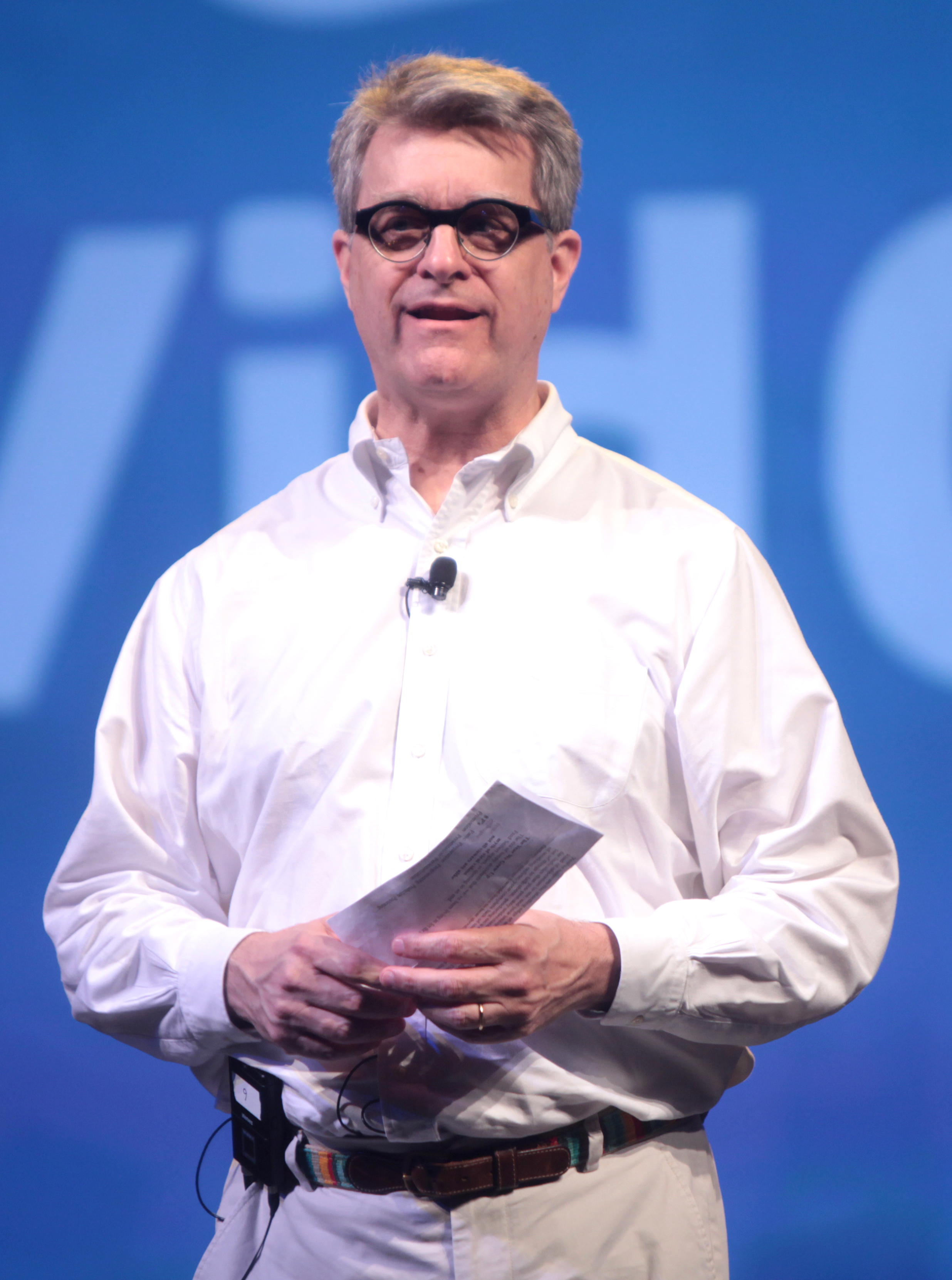
Fred Seibert, creatore di What a Cartoon!

I Cartoon Cartoons sono apparsi per la prima volta come cortometraggi della serie animata What a Cartoon! nel 1995, sotto il nome di World Première Toons. La serie è stata prodotta da Hanna-Barbera e Cartoon Network Studios sotto la direzione di Fred Seibert. Attraverso What a Cartoon!, Cartoon Network è stato in grado di valutare il potenziale di alcuni cortometraggi che in seguito sarebbero diventati gli episodi pilota delle future serie spin-off e ha firmato contratti con i loro creatori per la produzione di serie complete. Il laboratorio di Dexter è stato il corto più popolare secondo una votazione tenutasi nel 1995 ed è diventata il primo Cartoon Cartoon nel 1996. Le precedenti serie animate originali The Moxy Show e Space Ghost Coast to Coast, così come tutta la programmazione acquisita, non sono state retroattivamente inserite nell'etichetta Cartoon Cartoons. Altre tre serie basate su cortometraggi hanno debuttato nel 1997: Johnny Bravo, Mucca e Pollo e Io sono Donato Fidato. Questi sono stati seguiti da Le Superchicche nel 1998 e Ed, Edd & Eddy nel 1999 e si sono conclusi con Mike, Lu & Og e Leone il cane fifone nel 1999, creando una scaletta di serie aacclamate dalla critica. Nel 2001, la rete ha iniziato a trasmettere La squadra del tempo e Brutti e cattivi (formata dai segmenti di Hector Polpetta e Le tenebrose avventure di Billy e Mandy). Sempre nello stesso anno, la serie Samurai Jack è stato presentato in anteprima, tuttavia non è stato ufficialmente etichettato come Cartoon Cartoon nonostante fosse andato in onda durante i vari blocchi di programmazione. Nel 2002, Nome in codice: Kommando Nuovi Diavoli è diventata una serie completa dopo essere stata scelta durante il "Big Pick Weekend" dell'anno precedente. È stata anche l'ultima serie originale ad aver portato ufficialmente il marchio Cartoon Cartoon prima di essere interrotta.
Il marchio "Cartoon Cartoon" è stato introdotto per la prima volta nel luglio 1997 durante il blocco Cartoon Cartoon Weekend della rete. Dal 1999 al 2003, Cartoon Cartoon Fridays è stato il blocco di programmazione principale della rete per le anteprime di nuovi episodi e serie. Le serie avevano lo scopo di attrarre un pubblico più ampio rispetto alla media dei cartoni animati del sabato mattina. Linda Simensky, vicepresidente dell'animazione originale, ha affermato che le serie potrebbero piacere anche a adulti e adolescenti. Un articolo di Kevin Sandler affermava che le serie erano meno "oscene" delle loro controparti di Comedy Central e meno "responsabili socialmente" delle loro controparti di Nickelodeon. Sandler ha sottolineato la stravagante ribellione, l'alto tasso di esagerazione e l'autocoscienza della produzione complessiva gestita in ogni singola serie.
Nell'ottobre 2003, lo stesso mese in cui il nuovo blocco televisivo Fridays è stato presentato in anteprima sulla rete, il marchio Cartoon Cartoons ha iniziato a essere gradualmente eliminato e le introduzioni con il suo logo (in cui un personaggio di Cartoon Cartoon sarebbe spuntato dalla "O" formata da nastri per poi gridare lo slogan) sono state eliminate. Nonostante ciò, la chiusura di Cartoon Cartoons (con la voce fuori campo che urlava lo slogan) è rimasta intatta fino al rebranding della rete nel giugno 2004. Alla fine del 2004, il blocco Cartoon Cartoons The Top 5 è stato ribattezzato semplicemente The Top 5. Cartoon Network ha continuato a mantenere il nome Cartoon Cartoons in alcune loro serie precedenti (come per The Cartoon Cartoon Show trasmesso dal 2005 al 2008), tuttavia poiché le serie più recenti come Gli amici immaginari di casa Foster, Camp Lazlo e Ben 10 erano stilisticamente diverse dalle altre, il soprannome non è stato applicato a loro.

### Revival
Nell'aprile 2021, Cartoon Network ha annunciato una nuova iterazione del programma di cortometraggi Cartoon Cartoons. Il 23 novembre 2021, i primi nuovi cortometraggi di Cartoon Cartoons hanno completato la fase di produzione. In seguito sono stati rivelati i primi nove cortometraggi: Accordions Geoffery & Mary Melodica di Louie Zong (di The Ghost and Molly McGee e We Bare Bears - Siamo solo orsi), Dang! It's Dracula di Levon Jihanian (di Tig n' Seek), Hungy Ghost di Jesse Moynihan (di Adventure Time), Fruit Stand at the End of the World di Rachel Liu, Off the Menu di Shavonne Cherry (di The Ren & Stimpy Show e The Looney Tunes Show), Harmony in Despair di Andrew Dickman (di Looney Tunes Cartoons), Unravel di Alexis Sugden, Mouthwash Madness di Lisa Vandenberg (di Animaniacs) e Scaredy Cat di JJ Villard (di King Star King).
Il 7 giugno 2022, altri Cartoon Cartoons hanno completato la fase di produzione. I sette cortometraggi aggiuntivi includono: The All-Nimal di Nick Edwards (di Apple & Onion e I Fungies), Buttons' Gamezone di Fernando Puig (di La serie di Cuphead! e Tig n' Seek), Tib Tub, We Need You di Sean Godsey e Mike Rosenthal, I Love You Jocelyn di Tracey Laguerre (direttore artistico e dell'animazione per Google, DreamWorks, BuzzFeed e altri), Pig in a Wig di Sam Marin (di Regular Show), The Good Boy Report (basato sull'omonimo fumetto online) di Kasey Williams (di Niko e la spada di luce e Harley Quinn) e Maude Macher and Dom Duck di Kali Fontecchio (di The Looney Tunes Show e Jellystone).

### Programmi contenitori
Altre serie sono state presentate in anteprima con il marchio Cartoon Cartoons e trasmesse durante tutta la programmazione della rete, soprattutto durante il Cartoon Cartoon Fridays, che è diventato il programma contenitore delle prime tv dei nuovi episodi e serie animate a partire dall'11 giugno 1999. Il 3 ottobre 2003, il programma è stato riattivato sotto un format che includeva sia serie animate che live-action sotto il nome di Fridays, ospitato da Tommy Snider e Nzinga Blake, quest'ultima sostituita successivamente da Tara Sands. Ha trasmesso anche serie animate fuori dal moniker Cartoon Cartoons come Gli amici immaginari di casa Foster, Hi Hi Puffy AmiYumi, Juniper Lee, Camp Lazlo, Quella scimmia del mio amico, Squirrel Boy e Class of 3000. L'ultima trasmissione di Fridays è avvenuta il 23 febbraio 2007.
Cartoon Cartoons: The Top 5 (intitolato The Top 5 nel 2004) è un programma dalla durata di un'ora con un conto alla rovescia degli episodi dei cinque cartoni animati "migliori" della settimana della programmazione della rete ed è stato trasmesso dal 2002 al 2008. Dal 2005 al 2008, l'etichetta Cartoon Cartoons è stata utilizzata principalmente per The Cartoon Cartoon Show, un programma di mezz'ora con episodi di cartoni animati vecchi che non venivano più mostrati regolarmente sulla rete.
Il programma Cartoon Planet è stato ripreso su Cartoon Network dal 2012 al 2014, in onda in un formato simile a The Cartoon Cartoon Show. Presenta serie animate come Il laboratorio di Dexter, Johnny Bravo, Mucca e Pollo, Io sono Donato Fidato, Le Superchicche, Leone il cane fifone, Ed, Edd & Eddy, Nome in codice: Kommando Nuovi Diavoli, Le Tenebrose Avventure di Billy & Mandy e altre serie originali di Cartoon Network Studios come Gli amici immaginari di casa Foster, Camp Lazlo e Chowder - Scuola di cucina.
| nº | Nome                               | Prima TV USA         |
| -- | ---------------------------------- | -------------------- |
| 1  | Cartoon Cartoons                   | 1997-2004            |
| 2  | Cartoon Cartoon Weekend            | 1997-2002            |
| 3  | Cartoon Cartoon Fridays            | 1999-2003            |
| 4  | Cartoon Cartoon of the Day         | 1999-2000            |
| 5  | The Saturday Morning Block         | 1999-2000            |
| 6  | Cartoon Cartoon Summer             | 1999-2001            |
| 7  | The Cartoon Cartoon Show           | 2000-2003, 2005-2008 |
| 8  | The Big Pick                       | 2000-2001            |
| 9  | Cartoon Cartoon Weeknights         | 2000                 |
| 10 | Cartoon Cartoon Primetime          | 2001                 |
| 11 | The Premiere Premiere Show         | 2001-2002            |
| 12 | Cartoon Cartoon Weekend Summerfest | 2002                 |
| 13 | Cartoon Cartoons: The Top 5        | 2002-2008            |
| 14 | Cartoon Cartoons in the Morning    | 2002-2003            |
| 15 | Cartoon Cartoons in the Afternoon  | 2002                 |

## Filmografia

### Precursore
| nº | Nome            | Prima TV USA     | Prima TV Italia |
| -- | --------------- | ---------------- | --------------- |
| 1  | What a Cartoon! | 20 febbraio 1995 | 18 gennaio 1999 |

### Serie animate TV
| nº | Nome                                    | Prima TV USA     | Prima TV Italia |
| -- | --------------------------------------- | ---------------- | --------------- |
| 1  | Il laboratorio di Dexter                | 28 aprile 1996   | 5 aprile 1997   |
| 2  | Johnny Bravo                            | 14 luglio 1997   | 10 ottobre 1998 |
| 3  | Mucca e Pollo                           | 15 luglio 1997   | 11 ottobre 1998 |
| 4  | Io sono Donato Fidato                   | 22 luglio 1997   | 11 ottobre 1998 |
| 5  | Le Superchicche                         | 18 novembre 1998 | gennaio 2000    |
| 6  | Ed, Edd & Eddy                          | 4 gennaio 1999   | marzo 2000      |
| 7  | Mike, Lu & Og                           | 12 novembre 1999 | 2000            |
| 8  | Leone il cane fifone                    | 12 novembre 1999 | 3 aprile 2000   |
| 9  | Ovino va in città                       | 17 novembre 2000 | 19 ottobre 2001 |
| 10 | La squadra del tempo                    | 8 giugno 2001    | 9 febbraio 2002 |
| 11 | Brutti e cattivi                        | 24 agosto 2001   | 31 ottobre 2002 |
| 12 | Whatever Happened to... Robot Jones?    | 19 luglio 2002   | inedito         |
| 13 | Nome in codice: Kommando Nuovi Diavoli  | 6 dicembre 2002  | 3 novembre 2003 |
| 14 | Le Tenebrose Avventure di Billy & Mandy | 13 giugno 2003   | gennaio 2004    |
| 15 | Hector Polpetta                         | 11 luglio 2003   | gennaio 2004    |